# アンリ1世 (バル伯)
アンリ1世（フランス語：Henri Ier, 1158年 - 1191年）は、バル伯、ムッソン領主およびアマンス領主（在位：1170年 - 1191年）。バル伯ルノー2世とアニェス・ド・シャンパーニュの息子。

## 生涯
父が死去した時アンリ1世は未成年であったため、母アニェスが1170年から1173年まで摂政をつとめた。アンリ1世がヴェルダン伯の子孫であったことから、母アニェスは1172年にヴェルダン司教にヴェルダン伯領の返還を要求したが抵抗されたため、アニェスはヴェルダン司教領を荒廃させた。このためアニェスとアンリ1世は破門され、1177年に降伏させられた。
1178年、トゥール司教はロレーヌ公シモン2世の承認のもと、リヴェルダンで要塞の建設を始めた。トゥール司教はこの規模の大きさに驚き、アンリ1世にこれを任せた。これはロレーヌ公との良好な関係を損なうものではなかったが、ロレーヌ公はリヴェルダン、ムッソンおよびアマンスの要塞を脅威と感じたと考えられる。
母を通してアンリ1世はフランス王フィリップ2世の従兄弟にあたり、1179年11月1日にランスにおいてランス大司教で枢機卿のギヨーム・ド・ブロワが執り行ったフィリップ2世の戴冠式に出席した。
1187年にエルサレムが奪われた後、アンリ1世は第3回十字軍に参加した。アンリ1世は1189年半ばに、フィリップ2世およびイングランド王リチャード1世より先に出発した。そしてエルサレム王国がまだ保持していた領土に到着し、アッコ包囲戦に加わった。1190年夏、ブロワ伯ティボー5世、サンセール伯エティエンヌ1世およびシャンパーニュ伯アンリ2世が加わった。1190年10月4日、アンリ1世は対サラディン戦で重傷を負い、その傷がもとで1191年に死去した。